# Jordi Manent i Tomàs
Jordi Manent i Tomàs (Barcelona, 1977) és un filòleg, escriptor i activista cultural català, que exerceix de subdirector de la Revista de Catalunya des de 2012. És fill de l'escriptor Albert Manent i net del també escriptor Marià Manent.

## Trajectòria
Manent es llicencià en filologia catalana per la Universitat de Barcelona i es dedicà a l'estudi en profunditat de l'obra del filòleg Pompeu Fabra. A nivell professional exercí de traductor lingüístic, corrector de textos i professor de català. No obstant això, destacà públicament en la faceta d'escriptor i d'activista. En el món literari publicà assajos sobre Pompeu Fabra, Jordi Pujol, el còmic en català i el moviment independentista català, entre d'altres temàtiques. A nivell cultural treballà al Servei de Política Lingüística del Govern d'Andorra així com formà part de les juntes directives d'Òmnium Cultural (2002-2006) i la Plataforma per la Llengua (1994-2012), entitat en la que s'encarregà de la planificació i la dinamització de la política lingüística. Entre el maig de 2012 i el maig de 2016 desenvolupà el càrrec de director del Centre per a la Normalització Lingüística de Barcelona, organització integrant del Consorci per a la Normalització Lingüística. L'any 2016 aconseguí la plaça, via procés obert, de director-coordinador de Reus Capital de la Cultura Catalana 2017. Des de 2017 publica articles al portal TarragonaDigital.com.

## Obres

### Com a autor
- 2018 Pompeu Fabra. Vida i obra en imatges (amb David Paloma i Sanllehí)[5][6]
- 2015 Vinyetes: història del còmic en català (amb Mercè Solé)[7]
- 2010 La temptació independentista. Una anàlisi crítica de la radicalització del nacionalisme català (amb Àlvar Thomàs)[8]
- 2005 Pompeu Fabra a l'exili 1939-1948[9]

### Com a coordinador/curador
- 2020 El Barrufet Gramàtic. Homenatge a Albert Jané (com a coordinador)[7]
- 2018 Reconeixement a Jordi Pujol. Les arrels d'una lluita, la seva obra política (coordinador amb Jesús Conte i Barrera)[10]
- 2018 Pompeu Fabra. Llengua, civisme, país (coordinador amb Lluís Duran; edicions de la Revista de Catalunya)[11]
- 2017 La nova articulació catalana-valenciana-balear (com a coordinador; edicions de la Revista de Catalunya)[12]
- 2012 Epistolari de Pompeu Fabra (com a curador; dins d'Obres completes de Pompeu Fabra, vol. 8, dirigides per Jordi Mir i Joan Solà)[13][14]
- 2009 L'home, l'amic, el president. Homenatge a Jordi Pujol (com a curador)[15][16]

## Premis
- Premi Fundació Ramon Trias Fargas de 2004, per Pompeu Fabra a l'exili 1939-1948 (ex aequo amb Jordi Casassas)[17]